# 小行星34351
小行星34351（34351 Decatur）是一颗绕太阳运转的小行星，为主小行星带小行星。该小行星于2000年9月3日发现。

## 轨道参数
小行星34351的轨道半长轴为2.9438622 UA，离心率为0.075。